# توبیکند
توبیکند (به لاتین: Tubikənd) یک منطقهٔ مسکونی در جمهوری آذربایجان است که در شهرستان اسماعیللی واقع شده‌است.